# Онайда Тауншип (округ Гантінгдон, Пенсільванія)
Онайда Тауншип (англ. Oneida Township) — селище (англ. township) в США, в окрузі Гантінгдон штату Пенсільванія. Населення — 1012 особи (2020).

## Демографія
Згідно з переписом 2010 року, у селищі мешкало 1077 осіб у 461 домогосподарстві у складі 329 родин. Було 517 помешкань
Расовий склад населення:
| - 98,7 % — білих - 0,4 % — чорних або афроамериканців - 0,3 % — корінних американців - 0,1 % — азіатів |

До двох чи більше рас належало 0,6 %. Частка іспаномовних становила 0,7 % від усіх жителів.
За віковим діапазоном населення розподілялося таким чином: 19,0 % — особи молодші 18 років, 57,3 % — особи у віці 18—64 років, 23,7 % — особи у віці 65 років та старші. Медіана віку мешканця становила 48,4 року. На 100 осіб жіночої статі у селищі припадало 99,8 чоловіків;  на 100 жінок у віці від 18 років та старших — 90,8 чоловіків також старших 18 років.
Середній дохід на одне домашнє господарство  становив 61 308 доларів США (медіана — 48 704), а середній дохід на одну сім'ю — 69 124 долари (медіана — 60 536). За межею бідності перебувало 7,1 % осіб, у тому числі 13,0 % дітей у віці до 18 років та 3,6 % осіб у віці 65 років та старших.
Цивільне працевлаштоване населення становило 449 осіб. Основні галузі зайнятості: освіта, охорона здоров'я та соціальна допомога — 30,7 %, публічна адміністрація — 13,6 %, виробництво — 10,0 %, будівництво — 9,1 %.